# François Quaita
Maria Aloisius Barnabas Franciscus de Quaita (né le 11 juin 1743 à Cologne en Saint-Empire, mort le 20 mai 1817 à Maastricht) est un militaire néerlandais qui occupe le grade de Major-général, et obtient la distinction de membre de l'Ordre de l'Union.